# ツール・ド・フランス1983
| 第70回 ツール・ド・フランス 1983 | 第70回 ツール・ド・フランス 1983    |
| -------------------------------- | ----------------------------------- |
| 全行程                           | 22区間, 3862 km                     |
| 総合優勝                         | ローラン・フィニョン 105時間7分52秒 |
| 2位                              | アンヘル・アロヨ +4分4秒            |
| 3位                              | ペーター・ウィネン +4分9秒          |
| 4位                              | ルシアン・バンインプ +4分16秒       |
| 5位                              | ロベール・アルバン +7分53秒         |
| ポイント賞                       | ショーン・ケリー 360ポイント        |
| 2位                              | フリッツ・ピラール 144ポイント      |
| 3位                              | ローラン・フィニョン 126ポイント    |
| 山岳賞                           | ルシアン・バンインプ 272ポイント    |
| 2位                              | パトロシニオ・ヒメネス 195ポイント  |
| 3位                              | ロバート・ミラー 157ポイント        |

ツール・ド・フランス1983はツール・ド・フランスとしては70回目の大会。1983年7月1日から7月24日まで、全22ステージで行われた。

## みどころ
ブエルタ・ア・エスパーニャを制したベルナール・イノーだが古傷の膝を痛めて欠場。主役不在でどの選手にもチャンスがある大会となった。蓋を開けてみないと分からないといった状況の中、後に、イノーの代役に抜擢されることになる若きエースが勝つことになる。また、ロード界の世代交代の息吹がはっきりと出た大会でもあった。

## 今大会の概要
序盤の平地ステージから、マイヨ・ジョーヌはコロコロと移動を繰り返すという、予想通りの混戦模様となったが、ピレネー超えの第10ステージで、ステージ優勝したチームメイトのロバート・ミラーに1分13秒差で3位に入ったパスカル・シモンがマイヨを奪った。この時点で総合2位はイノーのチームメイトで、今大会がツール初出場となったローラン・フィニョンだったが、4分22秒の差をつけられていた。
ところが翌第11ステージでシモンは落車し、肩甲骨を骨折してしまう。アシストに助けられてなんとか集団でゴールしたシモンは、翌ステージ以降も骨折をおしてレースを続行する。また、プロトンも傷ついたマイヨ・ジョーヌを攻撃をしないという暗黙の了解のもとステージは進み、総合2位のフィニョンとのタイム差はほとんど変わらないまま、山岳個人タイムトライアルの第15ステージを迎える。
それまでアシストに守られてレースを続けてきたシモンだったが、個の力量が如実に現れるタイムトライアルで、ステージ優勝したアンヘル・アロヨに5分以上の遅れを喫して、ステージ10位に入ったフィニョンに52秒差まで詰め寄られる。また、この時点で1分29秒差の3位につけていたショーン・ケリー、1分45秒差の同4位のペドロ・デルガドにも当然のことながら総合優勝の可能性大。
続く第16ステージでもシモンはフィニョンに12秒遅れでゴールするが、明らかに余裕がなくなっていた。そしてラルプ・デュエズがゴールとなる第17ステージで、シモンは集団に付いていくことが出来ずに5分以上遅れてしまい、マイヨジョーヌを着用したままリタイア。区間5位に入ったフィニョンがついにトップに立ち、新人賞マイヨ・ブランと併せてマイヨ・ジョーヌを獲得することとなった。この時点で1分8秒差の総合2位にデルガド、3分31秒差の同4位にステージ優勝のペーター・ウィネンが続く展開となった。
ところが第18ステージでデルガドが大ブレーキ。フィニョンもアンヘル・アロヨらのクライマーの走りについていくのがやっとの状況だったが、デルガドは追走すらできず、区間優勝のジャック・ミショーに遅れること25分34秒の区間39位と惨敗。一方、フィニョンはミショーに遅れること3分42秒差で何とかまとめた。
マイヨ・ジョーヌのフィニョンに対し、総合2位ジャンレネ・ベルノードー、同3位ペーター・ウィネン、同4位ロベール・アルバン、同5位アロヨはいずれも3分台の差で続き、まだまだ予断を許さない状況。そして第19ステージの山岳個人タイムトライアル。
フィニョンはここでも厳しい戦いを強いられるが、ベルノードー、アルバンが脱落。対して、ウィネンが2分35秒差の総合2位に浮上。このステージを制したルシアン・バンインプが2分48秒差の同3位に浮上してきた。
何とかアルプスを乗り越えたフィニョン。しかし、次第に走りに余裕がなくなってきており、第21ステージの個人タイムトライアルが懸念されたが、そうした不安を払拭する。フィニョンはこの区間を制し、バンインプ、ウィネンはいずれもフィニョンに1分ちょっとの差をつけられ、ここで事実上決着がついた。
ライバルの相次ぐ自滅に助けられた形となったが、22歳のフィニョンがついにツール・ド・フランスを制した。

## 総合成績
| 順位 | 選手名                   | 国籍           | チーム         | 時間         |
| ---- | ------------------------ | -------------- | -------------- | ------------ |
| 1    | ローラン・フィニョン     | フランス       | ルノー・ジタン | 105h 07' 52" |
| 2    | アンヘル・アロヨ         | スペイン       |                | 4' 04"       |
| 3    | ペーター・ウィネン       | オランダ       |                | 4' 09"       |
| 4    | ルシアン・バンインプ     | ベルギー       |                | 4' 16"       |
| 5    | ロベール・アルバン       | フランス       |                | 7' 53"       |
| 6    | ジャンルネ・ベルノードー | フランス       |                | 8' 59"       |
| 7    | ショーン・ケリー         | アイルランド   |                | 12' 09"      |
| 8    | マルク・マディオ         | フランス       |                | 14' 55"      |
| 9    | フィル・アンダーソン     | オーストラリア |                | 16' 56"      |
| 10   | ヘンク・ルーベルディング | オランダ       |                | 18' 55"      |

### マイヨ・ジョーヌ保持者
| 選手名                       | 国籍         | 首位区間       |
| ---------------------------- | ------------ | -------------- |
| エリック・ファンデラールデン | ベルギー     | プロローグ-第1 |
| ジャンルイ・ゴーティエ       | フランス     | 第2            |
| キム・アンデルセン           | デンマーク   | 第3-第8        |
| ショーン・ケリー             | アイルランド | 第9            |
| パスカル・シモン             | フランス     | 第10-第16      |
| ローラン・フィニョン         | フランス     | 第17-最終      |

## その他
- ルシアン・バンインプが、フェデリコ・バーモンテスと並ぶ6度目の山岳賞を獲得。リシャール・ビランクが2004年に7度目の同賞を獲得するまで、同賞の最多獲得者となった。